# Список пенитенциарных учреждений Делавэра
Список пенитенциарных учреждений Делавэра составлен по материалам исправительного департамента штата, Федерального бюро тюрем, Бюро юридической статистики США и частных операторов тюрем.
По состоянию на конец 2011 года в пенитенциарных учреждениях штата содержалось 6739 заключённых (в 2010 году — 6615, в 2009 году — 6775). Исправительный департамент Делавэра управляет 4 тюрьмами, 5 общественными центрами выездных работ и отдельным центром для нарушителей испытательного срока.
| Название учреждения                                                                                         | Тип и режим учреждения                        | Месторасположение | Примечания |
| Исправительный центр Джеймса Вона (англ. James T. Vaughn Correctional Center)                               | Тюрьма штата                                  | Смирна            | Тюрьма открылась в 1971 году, вместимость — более 2,6 тыс. заключённых, имеются камеры «смертников», сектора максимального, среднего и минимального уровней безопасности, сектор досудебного содержания, в учреждении приводятся в исполнение все смертные приговоры штата. |
| Исправительное учреждение Сассекса (англ. Sussex Correctional Institution)                                  | Тюрьма штата                                  | Джорджтаун        | Тюрьма открылась в 1931 году, вместимость — более 1,2 тыс. заключённых, имеются сектора максимального, среднего и минимального уровней безопасности, сектор психически больных и слабоумных, а также тюремный лагерь военизированного типа на 100 мест для мужчин и женщин. |
| Женское исправительное учреждение Делорес Бейлор (англ. Delores J. Baylor Women's Correctional Institution) | Тюрьма штата                                  | Нью-Касл          | Тюрьма открылась в 1991 году, имеются камеры «смертников», сектора максимального, среднего и минимального уровней безопасности, сектор досудебного содержания. |
| Исправительное учреждение Говарда Юнга (англ. Howard R Young Correctional Institution)                      | Тюрьма штата минимального уровня безопасности | Уилмингтон        | Тюрьма открылась в 1982 году, вместимость — до 1,2 тыс. заключённых, имеются сектор досудебного содержания, сектор несовершеннолетних и школа. |
| Женское лечебное учреждение Хейзел Плант (англ. Hazel D. Plant Women's Treatment Facility)                  | Центр выездных работ штата                    | Нью-Касл          | Центр открылся в 2005 году, специализируется на лечении наркоманов и алкоголиков. |
| Общественный исправительный центр Пламмер (англ. Plummer Community Corrections Center)                      | Центр выездных работ штата                    | Уилмингтон        | Имеются мужской и женский сектора. |
| Общественный исправительный центр Вебба (англ. Webb Community Corrections Center)                           | Центр выездных работ штата                    | Уилмингтон        | Мужской центр. |
| Общественный исправительный центр Морриса (англ. Morris Community Corrections Center)                       | Центр выездных работ штата                    | Довер             | Мужской центр, вместимость — 0,15 тыс. человек. |
| Общественный исправительный центр Сассекса (англ. Sussex Community Corrections Center)                      | Центр выездных работ штата                    | Джорджтаун        | Состоит из лечебного центра, центра выездных работ и центра для нарушителей испытательного срока, имеются мужской и женский сектора. |
| Центральный центр для нарушителей испытательного срока (англ. Central Violation of Probation Center)        | Тюрьма штата                                  | Смирна            | Мужской центр, вместимость — 0,25 тыс. заключённых, специализируется на лечении наркоманов и алкоголиков. |

|                     |
| Тюрьма Джеймса Вона |